# KTM 125 SX
La 125 SX est un modèle de motocyclette du constructeur KTM.
La 125 SX est équipée de pièces de qualité : jantes Excel, fourche et amortisseur Whype Power, boite a clapet V force 3 ou 4 suivant l'année.
Depuis 2002, son monocylindre 2 temps est refroidi par eau avec deux radiateurs. Elle développe une puissance d'environ 45 chevaux.
La différence entre les années précédentes par rapport à la 2016 : un allègement de 3 kg et un cadre noir (généralement orange).